# Nvidia Tegra

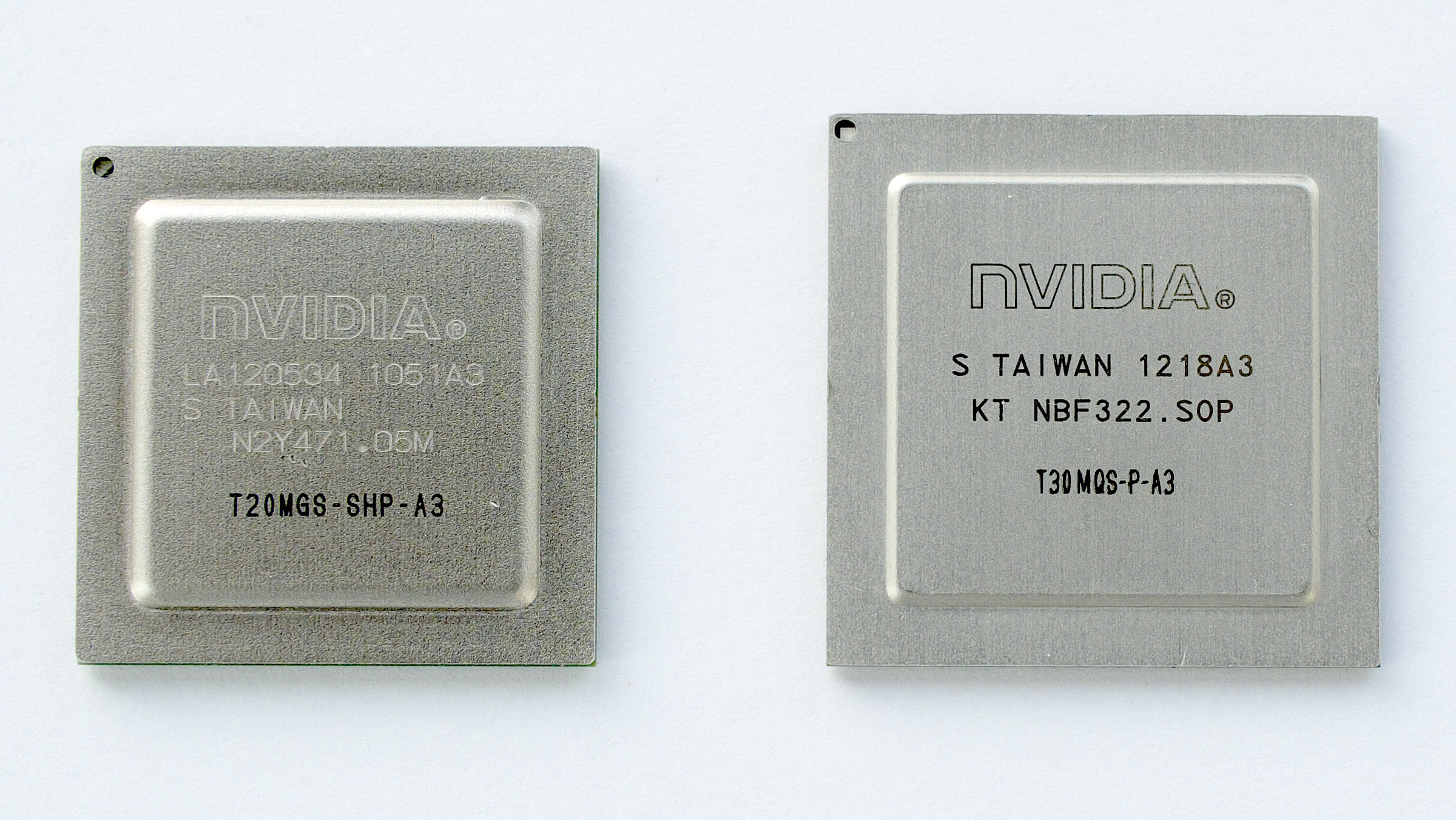
NVIDIA Tegra T20 (Tegra 2, слева) и NVIDIA Tegra T30 (Tegra 3, справа)

Nvidia Tegra — семейство систем на кристалле (SoC — System-on-a-Chip), разработанное компанией Nvidia как платформа для производства мобильных интернет-устройств (Mobile Internet Device, MID), таких как смартфоны, смартбуки, коммуникаторы, КПК и др. Кристалл Tegra объединяет в себе ARM-процессор, графический процессор, медиа- и DSP-процессоры, контроллеры памяти и периферийных устройств, имея при этом низкое энергопотребление.

## История
Появлению SoC Tegra предшествовало приобретение компанией NVIDIA в 2007 году компании PortalPlayer, которая занималась разработкой и поставкой медиапроцессоров для iPod. Первая модель APX 2500 серии Tegra была анонсирована 12 февраля 2008 года, а полный анонс всей серии и линии продуктов на Tegra состоялся 2 июня 2008 года на выставке Computex. Анонс модельного ряда состоял из чипов Tegra APX 2500, Tegra 600 и Tegra 650, которые предназначены для разных сегментов рынка. Серия 600, например, предназначена для рынка КПК и смартбуков, а серия APX 2500 рассчитана на смартфоны под управлением Windows Mobile и Windows CE.
8 сентября 2008 года NVIDIA и Opera Software представили Браузер Opera 9.5, оптимизированный для процессоров Tegra под управлением ОС Windows Mobile и Windows CE.
Чип Tegra APX 2600 был анонсирован в феврале 2009 года на выставке Mobile World Congress в Барселоне, где NVIDIA объявила о начале тесного сотрудничества с Open Handset Alliance для продвижения операционной системы Android. Впрочем, несмотря на ставку на Android, первым устройством на базе Tegra APX 2600 стал медиаплеер Zune HD, выпущенный 15 сентября 2009 года фирмой Microsoft.
Первое поколение SoC NVIDIA не пользовалось большой популярностью на рынке из-за низкой конкурентоспособности с аналогичными продуктами других производителей. Следующее поколение SoC Tegra — Tegra 2 было официально представлено на выставке Consumer Electronics Show (CES) 7 января 2010 года в качестве платформы нового поколения для портативных планшетов. Для разработчиков и производителей была выпущена специальная плата Tegra 250 с поддержкой операционных систем Android Eclair, Windows CE и Ubuntu Linux с набором утилит для разработки и отладки, а также сопутствующей документацией. Спустя год, на выставке CES 2011 NVIDIA заявила о том, что чип Tegra 2 оптимизирован теперь не только для планшетов, но и для смартфонов, став первым в истории чипом, обладающим двухъядерным процессором общего назначения. Первым смартфоном на основе этого чипа стал LG Optimus 2X под управлением Google Android. Кроме того, на той же выставке компания Google в партнёрстве с Motorola Mobility анонсировала планшет Motorola Xoom на чипе Tegra 2 и под управлением новой версии Android 3.0 Honeycomb, предназначенной специально для планшетов.
15 февраля 2011 года на MWC в Барселоне NVIDIA анонсировала четырёхъядерную SoC, предназначенную для планшетных ПК, которые запланированы к выпуску во второй половине 2011 года. Новому интегрированному процессору было присвоено кодовое имя Kal-El, также он обозначен как Tegra 3. Вопреки анонсам NVIDIA, Kal-El по тестам уступает в производительности Intel Core 2 Duo. 16 февраля на MWC демонстрация первой не x86 Adobe Integrated Runtime.
В начале ноября 2011 года компания вместе с партнёрами представила первые устройства с третьим поколением мобильных чипов Tegra 3 под кодовым названием «Kal-El». NVIDIA Tegra 3 содержит в себе 5 ядер ARM Cortex-A9, из которых четыре высокопроизводительных ядра, максимальная тактовая частота которых составляет 1,5 ГГц, и одно дополнительное сопровождающее ядро, предназначенное для решения простых задач в целях снижения энергопотребления в режиме простоя устройства. Кроме того, в Tegra 3 появились SIMD-сопроцессоры NEON, которых не было в Tegra 2 из соображений компактности чипа.
29 ноября 2011 года NVIDIA заявила о разработке первой игры для Tegra 3 под названием Glowball, которая должна выйти в декабре 2011 года.

## Спецификации
Компания NVIDIA не дает полных технических характеристик и не раскрывает всех подробностей в публичных источниках, кроме того, у производителей потребительских устройств есть возможность вносить изменения в конфигурацию чипов. Некоторые спецификации можно найти на рекламной странице официального сайта.

### Tegra APX 2500
Tegra APX 2500 является первой однокристальной семейства Tegra, хотя изначально чип обозначался просто как APX 2500. В качестве процессора SoC использует ARMv6-совместимое ядро ARM11 с пиковой частотой до 600 МГц. Основная область применения — смартфоны под управлением операционной системы Windows Mobile.
| Модель   | Технологический процесс | Набор команд CPU | CPU                           | GPU         | Контроллер памяти                                 | Доступность | Используется в устройствах |
| -------- | ----------------------- | ---------------- | ----------------------------- | ----------- | ------------------------------------------------- | ----------- | -------------------------- |
| APX 2500 | 65 нм                   | ARMv6            | 600 МГц одноядерный ARM ARM11 | GeForce ULP | Одноканальный контроллер LPDDR на частоте 166 МГц | Q2 2008     | ?                          |

### Tegra 2

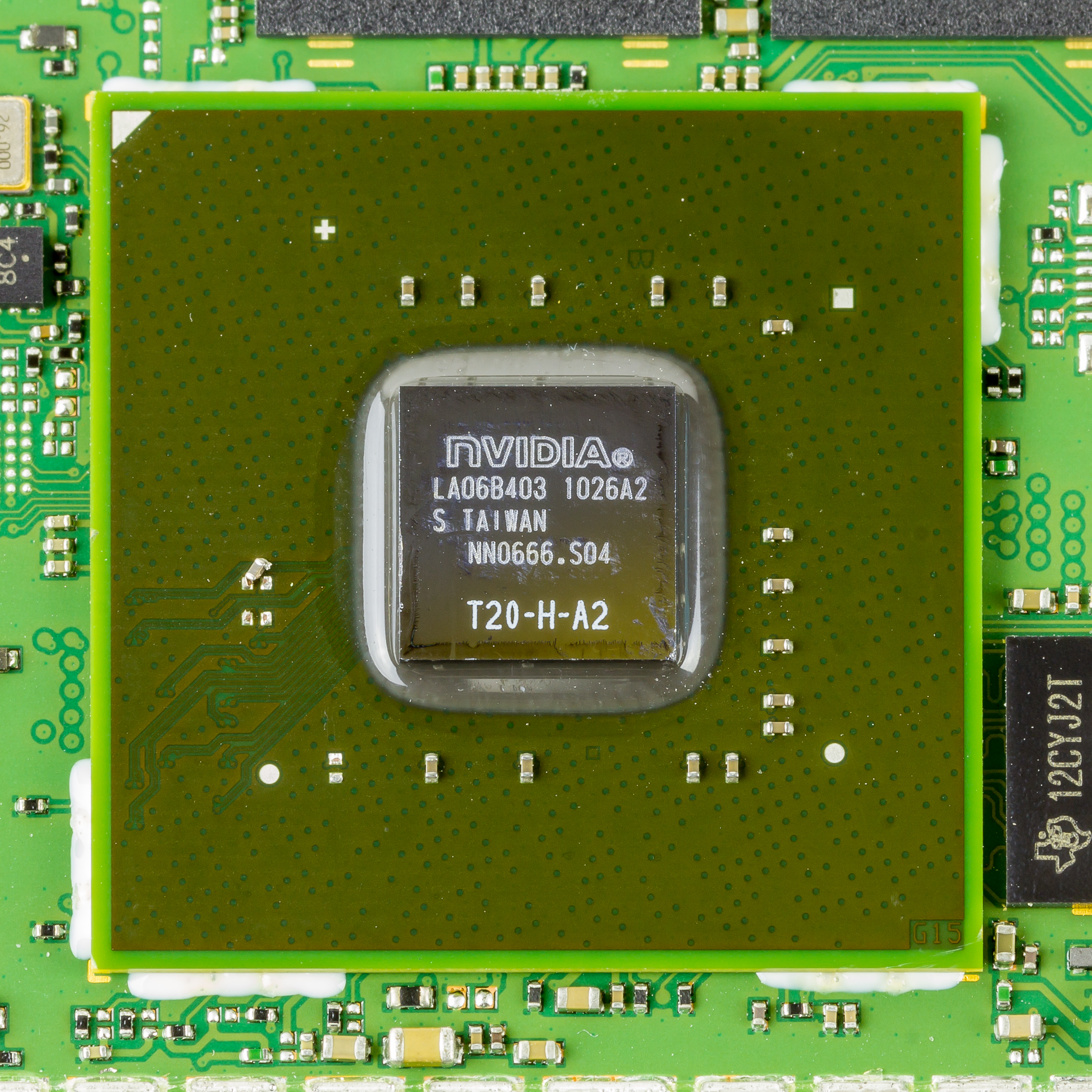
nvidia Tegra 2

### Tegra (серия 600)
| Модель    | Технологический процесс | Набор команд CPU | CPU                           | GPU         | Контроллер памяти                                 | Доступность | Используется в устройствах |
| --------- | ----------------------- | ---------------- | ----------------------------- | ----------- | ------------------------------------------------- | ----------- | -------------------------- |
| Tegra 600 | 65 нм                   | ARMv6            | 700 МГц одноядерный ARM ARM11 | GeForce ULP | Одноканальный контроллер LPDDR на частоте 166 МГц | Q4 2008     | ?                          |
| Tegra 650 | 65 нм                   | ARMv6            | 800 МГц одноядерный ARM ARM11 | GeForce ULP | Одноканальный контроллер LPDDR на частоте 200 МГц | Q4 2008     | ?                          |

### Tegra APX 2600
| Модель   | Технологический процесс | Набор команд CPU | CPU                           | GPU         | Контроллер памяти                                 | Доступность | Используется в устройствах |
| -------- | ----------------------- | ---------------- | ----------------------------- | ----------- | ------------------------------------------------- | ----------- | -------------------------- |
| APX 2600 | 65 нм                   | ARMv6            | 800 МГц одноядерный ARM ARM11 | GeForce ULP | Одноканальный контроллер LPDDR на частоте 200 МГц | Q3 2009     | Zune HD, Microsoft KIN     |

### Tegra X2 (Parker)
| Модель       | Технологический процесс | Набор команд CPU | CPU                                                               | GPU           | Контроллер памяти               | Доступность |
| ------------ | ----------------------- | ---------------- | ----------------------------------------------------------------- | ------------- | ------------------------------- | ----------- |
| Tegra Parker | 16 нм                   | ARMv8.75         | Шестиядерный NVIDIA big.SUPER (2 ядра Denver + 4 ядра Cortex-A57) | GeForce ULP 7 | Двухканальный контроллер LPDDR4 | Q4 2016     |

## Похожие системы
- Snapdragon от Qualcomm
- OMAP от Texas Instruments
- Exynos от Samsung
- Ax от Apple
- NovaThor от ST-Ericsson
- K3 от HiSilicon
- Atom от Intel

### Новости
- New Chips Could Boost iPhone Rivals
- NVIDIA Unveils Mobile Graphics Powerhouse in Barcelona
- NVIDIA Surprises With First Mobile CPU
- NVIDIA dialing into mobile phones
- NVIDIA APX 2500 chip enables 3D and hours of high-def playback on Windows Mobile handsets
- NVIDIA rolls out Tegra chips aimed at tiny PCs
- NVIDIA анонсировала четырёхъядерный процессор Tegra 4